# Batrachedra praeangusta
Batrachedra praeangusta — вид лускокрилих комах родини Batrachedridae. Інколи вживається назва міль-жаба тополева

## Поширення
Вид поширений в Європі та Північній Америці.

## Опис
Розмах крил 14–15 мм. Передні крила строкаті, візерунок складений з білих, чорних та світло-коричневих лусочок. Задні крила світло-сірого забарвлення.
Тіло гусениці від жовто-коричневого до темно-коричневого забарвлення з блідо-жовтими плямами і широкою білою повздовжною лінією. Голова темно-коричнева.

## Спосіб життя
Метелики літають з середини червня до початку вересня. Личинки живляться на тополі та вербі. Гусениці спершу поїдають сережки, потім квітки та насіння. Заляльковується у червні-липні у трішинах кори.